# 菅田順和
菅田 順和（すがた よしかず、1953年12月4日 - ）は、宮城県出身の元競輪選手。日本競輪学校（当時。以下、競輪学校）第36期卒業。現役時は日本競輪選手会宮城支部所属。ホームバンクは宮城自転車競技場。現役時代のニックネームは、超音速旅客機にちなんでコンコルド。
長男・和宏（88期）は競輪選手、長女・賀子（104期）は元競輪選手、次女・かをりは元いわき平競輪イメージアップサポーター（インタビュアー兼任）。また、弟・彰人（47期）は元競輪選手、甥にあたるその息子・壱道（91期）と謙仁（109期）はともに競輪選手である。

## 来歴
宮城県農業高等学校の頃から自転車競技を始めた。同校卒業後、農業に従事する予定だったが、阿部道の勧めにより、日本大学短期大学部を経て競輪学校へ第36期生として入学。同期には松村信定らがいる。デビュー戦は1975年11月1日の青森競輪場で、初勝利も同日。また、この開催において完全優勝も果たす。
1976年、イタリア・レッチェで開催された世界自転車選手権、プロ・スクラッチ（現在はスプリント）の3位決定戦で、中野浩一をストレートで下し銅メダル。1977年、ベネズエラ・サンクリストバルで開催された世界選手権のプロ・スクラッチ決勝で中野浩一に敗れたものの銀メダル獲得。同年の競輪祭全日本新人王戦において、競輪学校35期ナンバーワンの松田隆文らを破り優勝した。
1983年、第26回オールスター競輪（平※当時）決勝において、逃げる堂田将治の後で滝澤正光と中野浩一が競りとなり、菅田は滝沢の番手でレースを進めていたが、最終バックで捲りを仕掛けてきた中野の後ろに切り替えてその番手に入り込み、直線で中野を差して特別競輪（現在のGI）を制覇した。
その後長い間トップクラスのS級に位置し、選手生活の晩年もA級で活躍し続けていたが、2011年11月に準地元であるいわき平競輪場での開催で引退することを発表し、同開催の最終日となる30日の第4R・A級チャレンジ選抜で3着となったあと引退セレモニーが行われ、36年の現役にピリオドを打った。
2011年12月13日、選手登録抹消。生涯成績2633戦584勝。
引退後は、長女・賀子のブログで、自宅で飼い猫とまったりしている姿が取り上げられたりしている。

## 主な獲得タイトル
- 1977年 - 競輪祭全日本新人王（小倉競輪場）
- 1983年 - オールスター競輪（いわき平競輪場）